# Elia Vannini
Elia Vannini, al secolo Giuseppe Vannini (Medicina, 1644 – Medicina, 27 febbraio 1709) è stato un religioso e compositore italiano. Fu maestro di cappella nella cattedrale di Ravenna dal 1677 al 1701. Pubblicò 5 opere. Nel XVIII secolo la sua musica continua a essere suonata per alcuni decenni dopo la sua morte. A partire dagli anni ‘70 del XX secolo un rinnovato interesse verso la sua musica portò a nuovi studi delle sue opere e a concerti pubblici. Una scuola primaria di Medicina è stata dedicata proprio ad Elia Vannini.

## Biografia

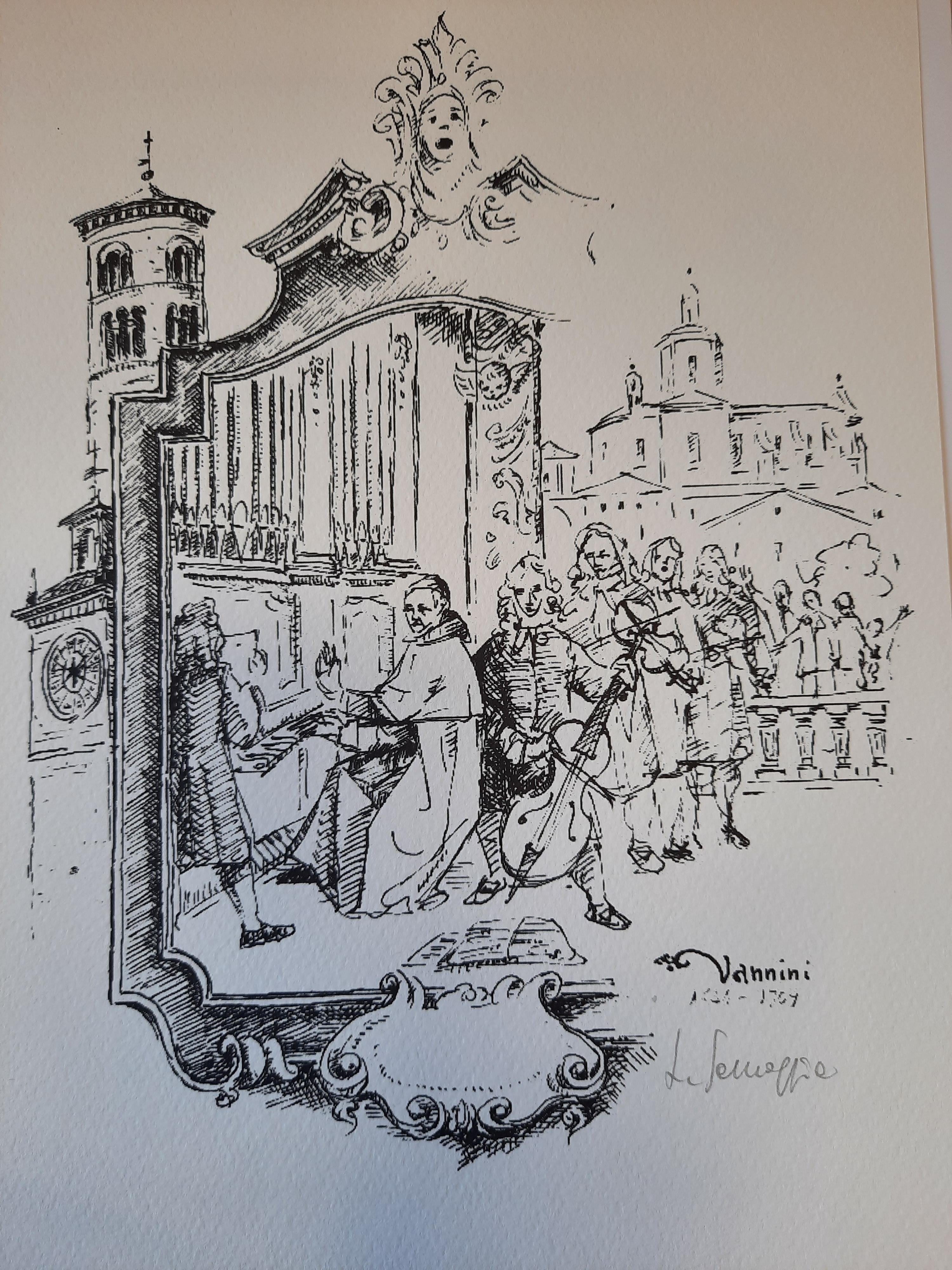
L. Samoggia, Il convento carmelitano e Elia Vannini

Giuseppe Vannini nacque nel 1644 a Medicina, dove fu battezzato il 31 marzo. Nel 1661 entrò a far parte del Convento dei Carmelitani di Medicina dove incominciò a studiare musica fino a conseguire la patente di maestro; perfezionò gli studi a Ravenna e Massa Lombarda, dove ha compiuto anche un tirocinio. Nel 1662 prese i voti e nel 1667 venne ordinato sacerdote con il nome di "Elia". Il primo successo di cui si ha notizia riguarda l’esecuzione di sue musiche per l’inaugurazione del Convento di Santa Maria delle Grazie a Bologna, presso Porta San Mamolo, nel 1672. Il Convento delle Grazie era stato acquistato per i carmelitani con il denaro del medicinese Padre Emilio Jacomelli e Vannini fu mandato a dirigere le musiche, scritte da lui, per la festa dell'Incoronazione della Madonna che lì si venerava. Sappiamo da una lettera che lui scrisse ai suoi confratelli a Medicina che la festa fu un successo e le sue musiche furono apprezzatissime:
Nel 1677 Vannini venne assunto come maestro di cappella presso la Cattedrale di Ravenna, dove lavorava già da qualche anno come organista e sostituiva il maestro di cappella quando era indisposto. Nei quasi 25 anni che trascorse a Ravenna, scrisse molte composizioni per la cattedrale e per altri monasteri e confraternite della città. Tra i suoi compiti vi era anche quello di maestro di canto presso il seminario e dava lezione di musica a numerosi allievi. Nel 1701 Vannini si ritirò dal suo lavoro a Ravenna e tornò al convento di Medicina, dove pagò con i suoi risparmi per far dipingere scene della vita del profeta Elia, figura biblica di riferimento dell'ordine Carmelitano, nelle lunette sotto gli archi del chiostro del convento, e anche alcuni dipinti in varie parti della scala. I dipinti sono andati perduti durante successive fasi di restauro dell'edificio, mentre le scene nel chiostro furono fatte cancellare da un nuovo priore pochi anni dopo, portando come motivo che "il muro schietto e bianco è sempre più pulito". Gli fu affidata la direzione del Terz'Ordine Carmelitano e, oltre al ruolo di organista della chiesa parrocchiale e sicuramente anche di quella del convento, fu maestro di musica di molti giovani allievi. 
Morì il 27 febbraio 1709. La sua vita e la sua opera furono ricordate dal priore del suo ordine e dall'arciprete Giovanni Ghelli:
Fu sepolto nella chiesa dei carmelitani, ma, quando fu terminata la nuova Chiesa del Carmine, nelle operazioni di trasloco delle tombe il corpo fu perduto. 

## Opere
Nel corso della sua vita, Vannini vide la pubblicazione di cinque delle sue opere, tutte edite a Bologna nell'ultimo decennio del XVII secolo:
- Sinfonie a tre, due violini, e violoncello col suo basso continuo, e la violetta ad libitum, Gioseffo Micheletti (1691)
- Litanie della Beata Vergine a 4. 5. e 6. voci, con violini a beneplacito, Pier Maria Monti (1692)
- Psalmi ad Vesperas musicis trium, et quattuor vocum concentibus accommodati um quattuor instrumentis musicalibus, Pier Maria Monti (1693)
- Le Litaniae quinque, sex, & octonis vocibus cum instrumentis musicis notis compositae, Marino Silvani (1698)
- Psalmi ad Completorium duabus, tribus, quatuorque vocibus musicis notis compositi cum sinphoniis, Marino Silvani (1699)

La gran parte delle sue opere è sopravvissuta nei suoi i manoscritti, conservati nell'archivio di Ravenna. L'analisi dei suoi manoscritti rivela che Vannini era anche un buon miniatore e che apprezzava la pittura. I suoi fogli sono decorati non solo con bei capolettera, ma anche con monogrammi e disegni. 

## Stile
Prolifico compositore di musica sacra, esordì campo editoriale con una raccolta di sinfonie a tre con la viola ad libitum che, nelle intenzioni del titolo, richiama quella sonata a tre all'epoca molto in voga (e che in area emiliano-romagnola contemplava la possibilità di un rinforzo contraltile) grazie anche al contributo di musicisti di notevole spessore: uno su tutti, formatosi proprio a Bologna, Arcangelo Corelli.
Nei manoscritti, invece, traspare quello che era a tutti gli effetti il lavoro quotidiano della cappella ravennate. Queste composizioni avevano, dunque, lo scopo di fornire la musica per le funzioni religiose in seno alla cattedrale. Gli autografi conservati presso l'archivio arcivescovile della metropolitana di Ravenna, infatti, documentano l'esecuzione di repertorio polifonico originale in pieno stile osservato del quale Vannini era certamente padrone.
La musica di Vannini sembra essere pensata per conformarsi alla divina musica primigenia, nata all'atto stesso della Creazione, e partecipare così delle caratteristiche di tutte le cose create da Dio "con amore pesate, numerate  ed in misura". Il necrologio dell'Ordine carmelitano riguardante padre Elia Vannini recita tra l’altro: "Fu molto perito nella musica avendo dato alle stampe alcune sinfonie ed un ottimo scrittore di corali". Sebbene fosse giunto a ricoprire la massima carica musicale bolognese, egli non fu mai considerato una personalità di riferimento dai musicisti locali, che lo esclusero dall'accademia filarmonica e polemizzarono con lui, stigmatizzandone la scarsa abilità contrappuntistica. Ciononostante, egli fu fra i primi compositori ad impiegare "l’arte del bel modulare".

## Fortuna
La musica di Vannini continua a essere suonata a Ravenna e in altre città per alcuni decenni dopo la sua morte. Dopo di che il suo nome viene ricordato solo nelle cronache medicinesi e nelle opere generali di storia della musica dei secoli successivi. Nel XIX secolo il bolognese Leonardo Busi (1835-1900) include le sue opere fra quelle più significative dei musicisti bolognesi, la trascrizione è oggi conservata presso il civico museo bibliografico musicale di Bologna.
Il medicinese Medardo Mascagni (1922-2001), violinista anche concertista di viola d'amore presso l’orchestra del teatro comunale di Bologna, riscopre il conterraneo nel Grove Dictionary of Music and Musicians; dopo ricerche negli archivi di istituzioni religiose e nelle biblioteche musicali, ritrova le sue opere e fonda l'Archivum Musicum Vanninianum, lasciato incompleto dalla sua morte. 
Dal 28 maggio 1970 al 26 giugno 1977, vengono eseguiti 4 concerti in onore di Vannini nella Chiesa del Crocifisso a Medicina per iniziativa del locale Lions club e dello stesso Mascagni. Nel 1973 a  Vannini viene intitolata la scuola primaria del capoluogo di Medicina. Nel 1988 gli viene intitolata una via del centro di Medicina. In occasione del trecentesimo anniversario della sua morte, nel 2009 fu allestita una mostra a Ravenna, poi spostata alla Chiesa del Carmine di Medicina, che illustrava la sua biografia e il contesto musicale barocco. Il 17 aprile 1998 Mascagni esegue il suo Magnificat, mentre tra il 2008 e 2009 sono stati eseguiti il Recordare Iesu pie e le Litanie della beata vergine. Nel 2019 in occasione della giornata del FAI furono eseguiti concerti da parte della Corale Quadrivium e della banda municipale di Medicina, e gli alunni della Scuola Primaria Vannini assunsero il ruolo di cicerone per visite guidate all'edificio e alla conoscenza del musicista medicinese. Si ricorda il concerto del 9 ottobre 2021 nella Chiesa San Mamante di Medicina organizzato dalla scuola di musica Medardo Mascagni.